# Valgus quadrimaculatus
Valgus quadrimaculatus är en skalbaggsart som beskrevs av Ernst Gustav Kraatz 1883. Valgus quadrimaculatus ingår i släktet Valgus och familjen Cetoniidae. Inga underarter finns listade i Catalogue of Life.